# Zdobnice

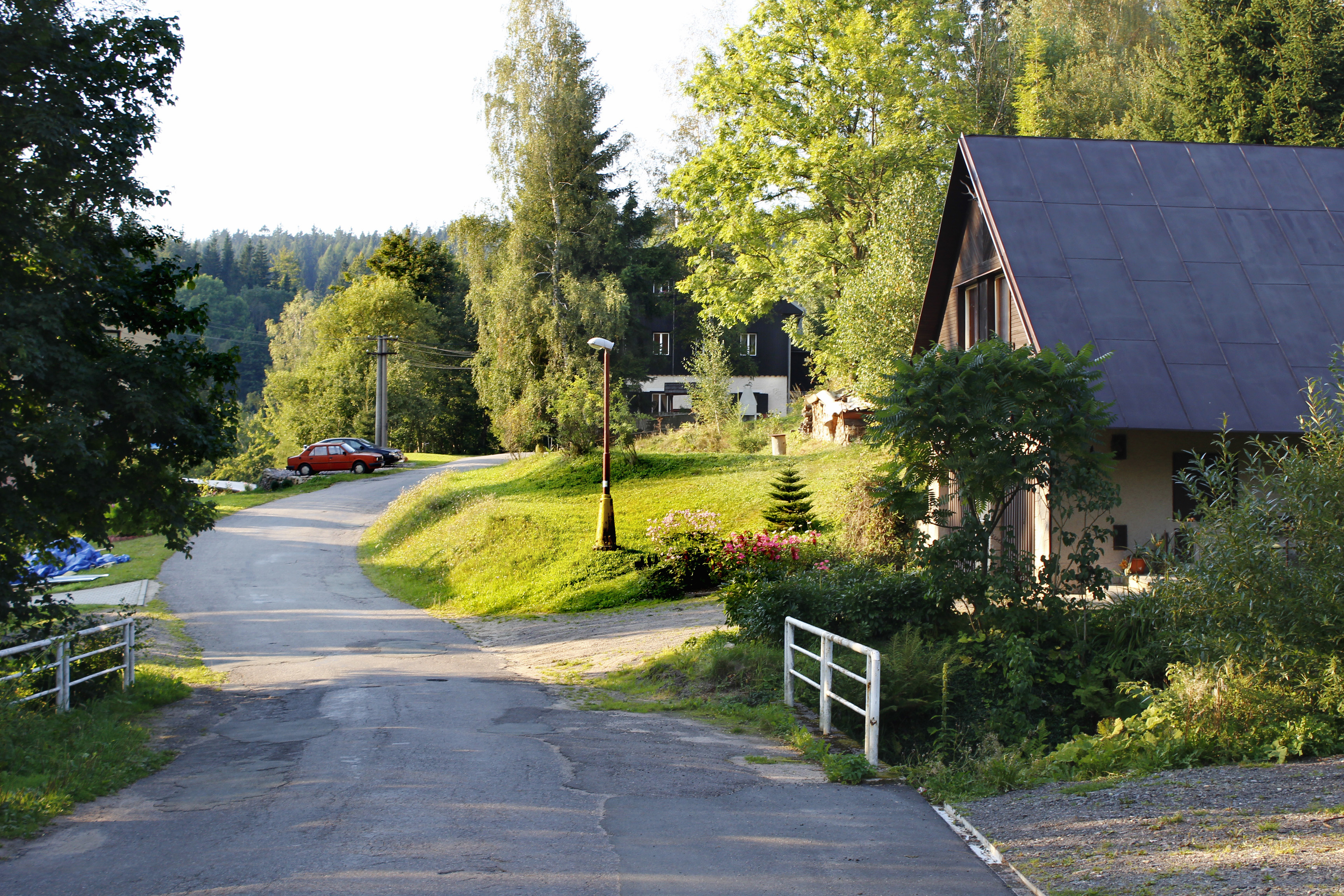
Ortsmitte

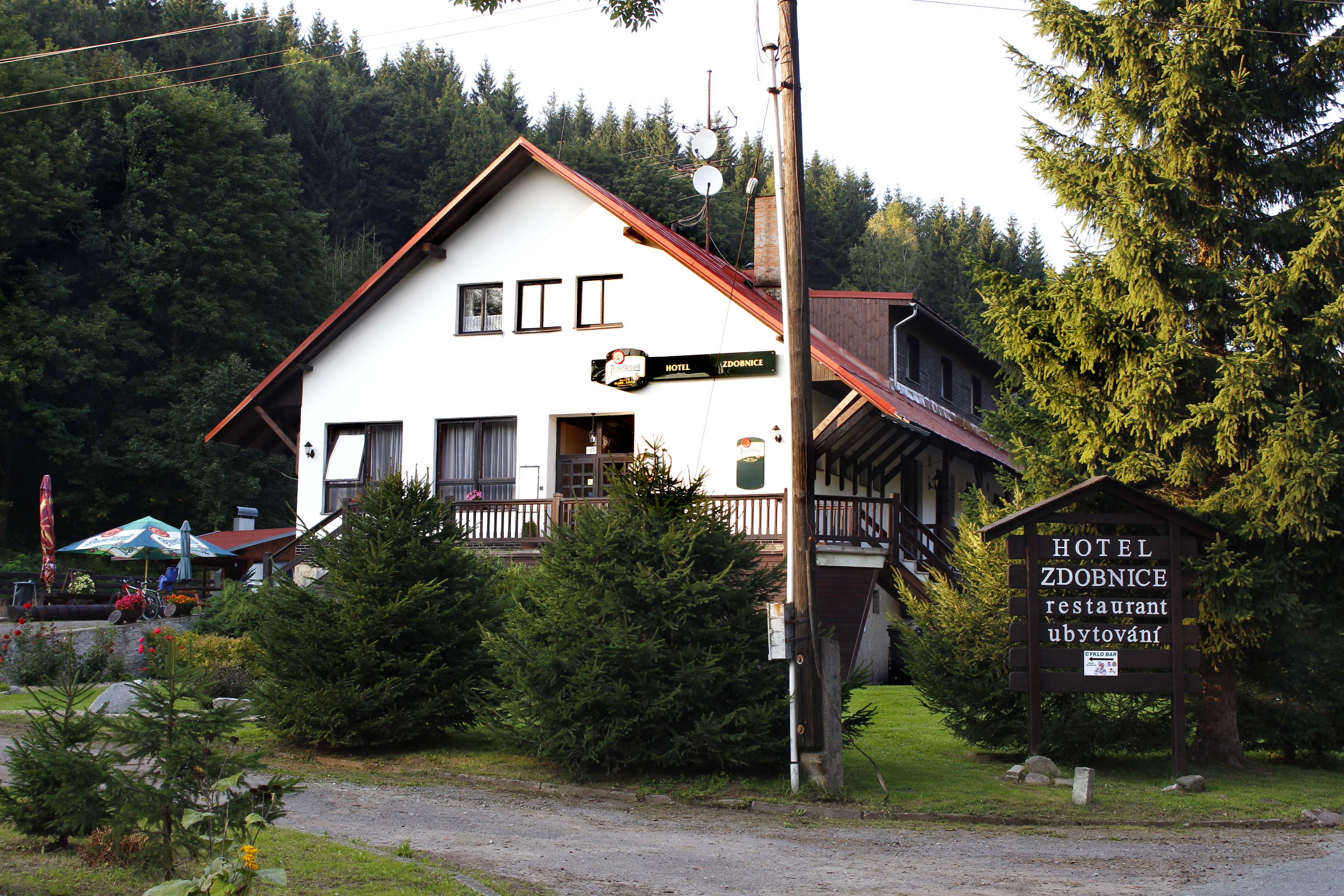
Gasthof

Zdobnice (deutsch Stiebnitz) ist eine Gemeinde im Okres Rychnov nad Kněžnou in Tschechien. Sie liegt 13 Kilometer nordöstlich von Rychnov nad Kněžnou (deutsch Reichenau an der Knieschna) im Adlergebirge.

## Geographie
Die Streusiedlung liegt unterhalb des Hauptkammes im mittleren Teil des Adlergebirges und breitet sich im Tal der Zdobnice (Stiebnitz) aus. Nordöstlich erheben sich der Střední vrch (1000 m) sowie der Tetřevec (1043 m) und im Osten der Kunštátský hřbet (Kronstädter Berg; 1031 m) sowie der Zaklety (990 m). Durch Zdobnice führt die Staatsstraße 310 von Rokytnice v Orlických horách nach Deštné v Orlických horách.
Nachbarorte sind Malá Zdobnice, Kamenec und Čertův Důl im Norden, Orlické Záhoří im Osten, Rysé und Říčky v Orlických horách im Südosten, Pustiny und Souvlastní im Süden, Rampuše im Südwesten, Kunčina Ves und Kačerov im Westen sowie Polanka und Zdobnická Seč im Nordwesten.

## Geschichte
Die Besiedlung des Tales erfolgte zu Beginn des 16. Jahrhunderts durch Bergleute und Holzfäller, die in den Wäldern Holz für die Flößung nach Kuttenberg schlugen. Erstmals urkundlich erwähnt wurde Stobnitz im Jahre 1550. 1577 wurde das Dorf gemeinsam mit Ritschka durch Kaiser Rudolf II. verkauft und die Urkunde darüber beim Münzamt Kuttenberg deponiert. 1630 war die Rodung der Wälder abgeschlossen, und auf den entwaldeten Flächen im Tal entstand die Ansiedlung Stobnitz, die später als Stiebnitz bezeichnet wurde. In der Mitte des 17. Jahrhunderts erfolgte eine Teilung in die zwei Dörfer Groß und Klein Stiebnitz. 1703 verkaufte Leopold I. Ritschka und beide Stiebnitz einschließlich der Wälder an Norbert von Kolowrat.
Ab 1850 gehörten die Dörfer zur Bezirkshauptmannschaft Senftenberg. Zwischen 1935 und 1938 erfolgte auf dem Kamm des Adlergebirges der Bau von Bunkerlinien des Tschechoslowakischen Walls. Nach dem Münchner Abkommen wurde das Gebiet ins Deutsche Reich eingegliedert und gehörte von 1939 bis 1945 zum Landkreis Grulich. Groß Stiebnitz hatte 1939 888 Einwohner, Klein Stiebnitz mit Geiersgraben und Scheithau 260, Kunzendorf 307, Katscher 317 und Saufloß mit Kohlau 240 Einwohner. Auf den Fluren der Gemeinde lebten vor dem Zweiten Weltkrieg insgesamt 2348 Menschen, die überwiegend Deutsche waren. Nach dem Zweiten Weltkrieg wurden die deutschen Bewohner vertrieben. Die leerstehenden Anwesen wurden an Wolhynientschechen übergeben, die aber wieder abwanderten.
Seit den 1950er Jahren entwickelten sich die Orte immer mehr zu Feriendörfern, und schließlich erfolgte der Zusammenschluss der Gemeinden Kunčina Ves, Kačerov, Souvlastní, Malá Zdobnice und Velká Zdobnice zu einer Gemeinde, die den Namen Zdobnice erhielt.
Heute lebt der Ort vom Tourismus, und in Velká Zdobnice und Zdobnická Seč werden im Winter mehrere Skilifte betrieben.

## Gemeindegliederung
Für die Gemeinde Zdobnice sind keine Ortsteile ausgewiesen. Sie besteht aus den Ortslagen Kunčina Ves (Kunzendorf), Kačerov (Katscher), Souvlastní (Saufloß), Malá Zdobnice, auch Zdobnička (Klein Stiebnitz) und Velká Zdobnice (Groß Stiebnitz) sowie den Einschichten Čertův Důl (Geiersgraben) und Zdobnická Seč (Scheithau) und der Wüstung Kolava (Kohlau).

## Sehenswürdigkeiten
- Kronstädter Kapelle am Kammweg des Adlergebirges in 1037 m. Das Bauwerk entstand 1831 anstelle einer gezimmerten Kapelle aus dem Jahre 1670.
- Kirche St. Katharina in Kačerov, erbaut 1798, 1856 zur Pfarrkirche erhoben
- Kirche des Guten Hirten in Velká Zdobnice, erbaut 1787
- Kirche St. Anna in Kunčina Ves
- Kapelle Mariä Heimsuchung in Souvlastní